# Олинт
 Тази статия е за древногръцкия град.  За съвременното селище, вижте Олинтос.  
Олинт (на гръцки: Όλυνθος, старогръцко произношение Олюнтос, новогръцко Олинтос, на латински: Olynthus, Олинтус) е древен град в Централна Македония на гръцкия полуостров Халкидики, разположен на Торонския залив на територията на днешния дем Полигирос.

## История
През неолита на Южния хълм е имало малко селище. На мястото не са запазени останки от бронзовата епоха, но близкият Агиос Мамас е бил населен през тази епоха. Архаичното обитаване започва около седми век, когато е основан град на Южния хълм.
Мястото е заселено в VIII век пр. Хр. от Олинт, син на Херакъл и който е митичният основател на града. През VII век пр. Хр. тракийското племе ботеи (Βοττιαῖοι, Bottiaei) е изгонено от македоните от територията на Термайския залив и основава след това Олинт на полуостров Халкидики, но със сигурност ботеите не са първите заселници в Олинт. През 480 г. пр. Хр. Олинт е подчинен от Ксеркс I. След една година, след персийската загуба при Саламин 479 г. пр. Хр., персийският генерал Артабаз I напада въстаналия град и избива живеещите там ботеи. Градът е даден след това на гръцкото халкидическо население.
Олинт е споменат за пръв път по времето на персийските войни през 480/479 г. пр. Хр. и през 432 г. пр. Хр. чрез синойкизъм с крайбрежните градове Мекиберна, Сингос и Гале. Градът става водеща сила на Халкидския градски съюз, основан през 432 г. пр. Хр.
След персийките войни Олинт влиза в Атическия морски съюз под хегемонията на Атина и плаща в съюзническата каса нисък трибут от около два талента.
През 382 – 379 г. пр. Хр. Олинт губи в Първата олинтска война между Спарта и Олинтския градски съюз на Халкидики. След това Олинт губи и във Втората олинтска война против Древна Македония. В 348 г. пр. Хр. македонският цар Филип II Македонски предприема кампания в Халкидики и завзема ключовото пристанище Мекиберна, с което Олинт е изключително затруднен в получаването на подкрепления от Атина. След това Олинт е разрушен от Филип II Македонски.

## Галерия
- Олинт от север
- Мозайка на къща в Олинт
- Глинен бюст на богиня, може би Деметра, от Олинт, късен V век пр. Хр., Солунски археологически музей
- Плоча, намерена в Олинт, Солунски археологически музей

## Личности
- Андроник Олинтски († след 312 пр. Хр.), македонски военачалник при Антигон I Монофталм
- Аполонид Олинтски, олинтийски военачалник от IV век пр. Хр.
- Евфант, гръцки философ, историк и автор на трагедии от IV век пр. Хр.
- Ефип Олинтски, гръцки историк от IV век пр. Хр.
- Калистен, гръцки историк от IV век пр. Хр.
- Кратет Олинтски, гръцки инженер от IV век пр. Хр.
- Менекрат Олинтски, гръцки историк от IV век пр. Хр.
- Стенис, гръцки скулптор от IV век пр. Хр.
- Херодот Олинтски, гръцки скулптор от IV век пр. Хр.